# Булонь, Мадлен
Мадлен Булонь (фр. Madeleine Boullogne, Boulogne; 24 июля 1646, Париж — 30 января 1710, Париж) — французская художница, рисовальщик и живописец, член Королевской академии живописи и скульптуры. Дочь художника Луи Булоня Старшего. Писала преимущественно натюрморты, в том числе для королевского двора.

## Биография и творчество
Мадлен Булонь родилась 24 июля 1646 года в Париже. Она происходила из семьи художников: живописью занимались её отец Луи Булонь Старший, её братья Луи Булонь Младший и Бон Булонь Старший, а также её старшая сестра Женевьева Булонь. Однако, поскольку работ Мадлен до наших дней сохранилось немного, она менее известна, чем её отец и братья.
Мадлен Булонь, её сестра и братья обучались живописи у отца. 7 декабря 1669 года Мадлен и Женевьева были в числе первых женщин, принятых в Королевскую академию живописи и скульптуры. Начиная с этого времени Мадлен стала регулярно получать заказы от королевского двора. В частности, она написала четыре картины для королевских апартаментов во дворце Тюильри, а также выполнила десюдепорты для ряда помещений в Версале.
В Парижском салоне 1678 года Мадлен выставила шесть натюрмортов с военными трофеями и музыкальными инструментами и один с фруктами. В 1704 году она представила в Салоне семь картин.
Мадлен Булонь была близка к янсенистским кругам и вела строгую, почти монашескую жизнь. Она не была замужем, жила у своего брата Бона и регулярно посещала аббатство Пор-Рояль. Известно, что многие её натюрморты были написаны в жанре «ванитас», призванном напоминать о бренности человеческой жизни.
22 сентября 1709 года Мадлен Булонь составила завещание, в котором, в числе прочего, упоминались 45 её произведений. Художница умерла 30 января 1710 года и была похоронена на следующий день в присутствии обоих братьев.

## Галерея

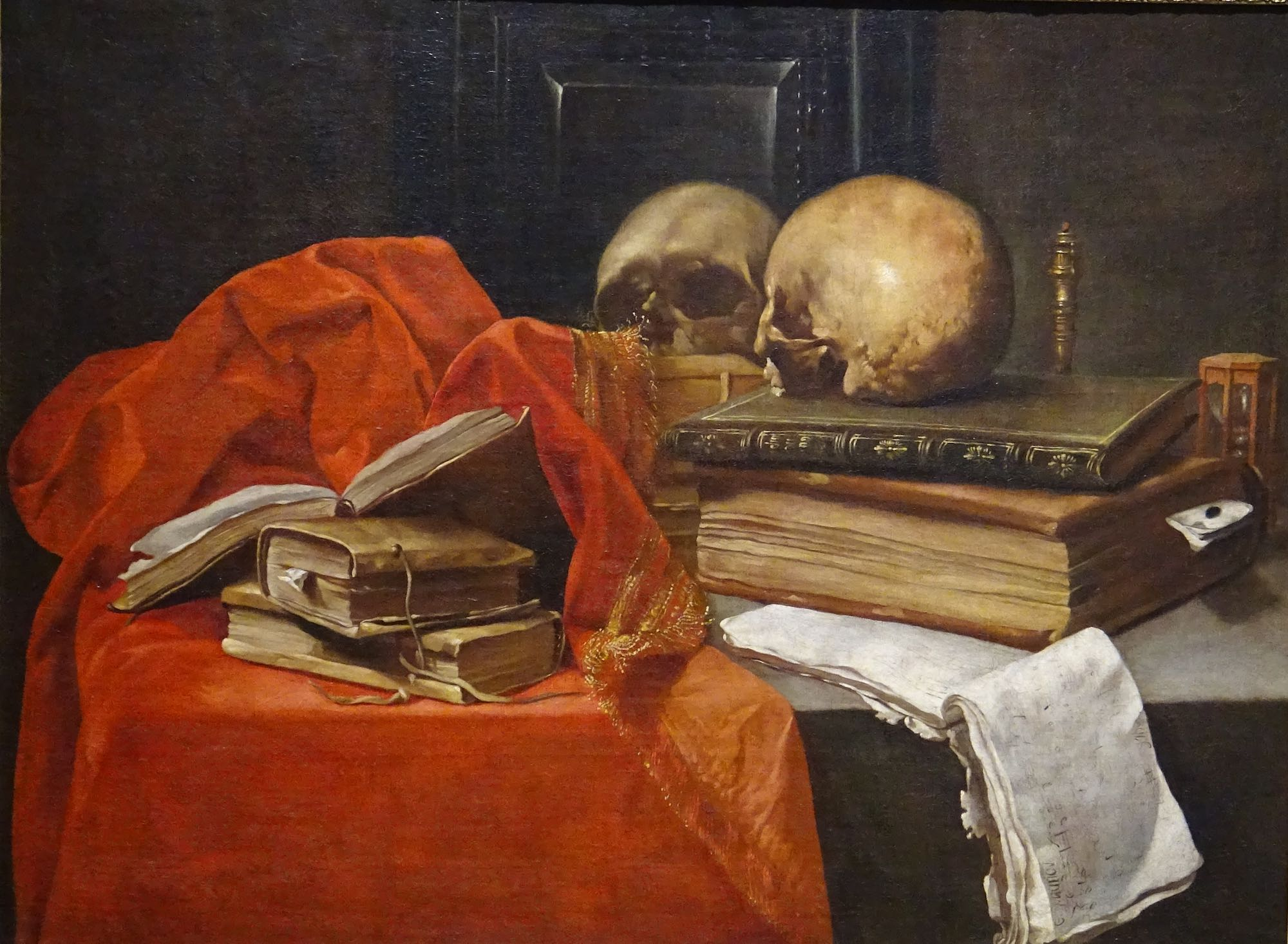
Ванитас (Бренность). 1674. Холст, масло. Музей изобразительных искусств, Мюлуз
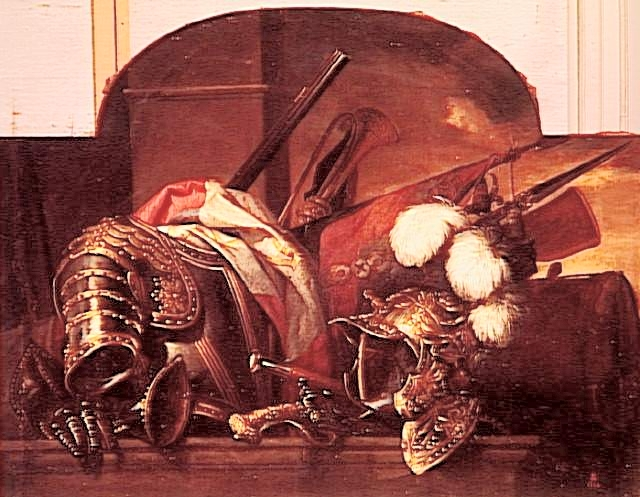
Военные трофеи. Ок. 1672. Холст, масло. Три десюдепорта антикамеры королевы. Версаль
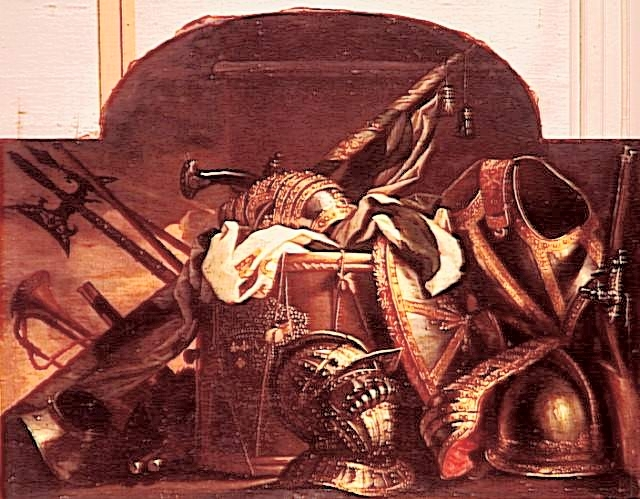
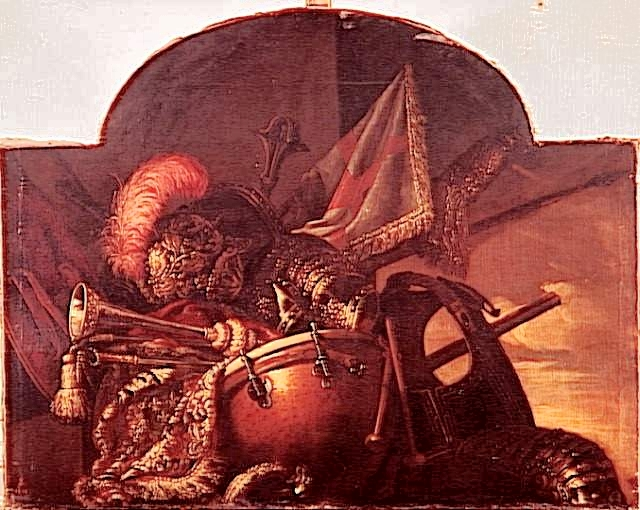